# Лепіндя
Лепіндя (рум. Lepindea) — село у повіті Муреш в Румунії. Входить до складу комуни Бахня.
Село розташоване на відстані 245 км на північний захід від Бухареста, 24 км на південь від Тиргу-Муреша, 83 км на південний схід від Клуж-Напоки, 115 км на північний захід від Брашова.

## Населення
За даними перепису населення 2002 року у селі проживали 204 особи.
Національний склад населення села:
| Національність | Кількість осіб | Відсоток |
| -------------- | -------------- | -------- |
| румуни         | 191            | 93,6%    |
| цигани         | 13             | 6,4%     |

Рідною мовою назвали:
| Мова      | Кількість осіб | Відсоток |
| --------- | -------------- | -------- |
| румунська | 198            | 97,1%    |
| циганська | 6              | 2,9%     |